# Insanity Defense Reform Act
Insanity Defense Reform Act of 1984 var en lag som antogs i USA, sedan John Hinckley, Jr. sluppit fängelse för attentatet mot Ronald Reagan 1981. Genom lagen blev det svårare att skylla brott på psykisk ohälsa. Psykologen Lawrence Z. Freedman kritiserade lagen, och menade att den var ineffektiv: "Om angriparen är rationell mentalt sett, känslomässigt stabil och politiskt fanatisk, kommer han inte att avskräckas. Inte heller kommer en irrationell, störd individ avskräckas."

### Fotnoter
1. ↑  Lawrence Zelic Freedman (Mar., 1983), The Politics of Insanity: Law, Crime, and Human Responsibility, "4", Political Psychology, s. 171–178